# Eua zebrina
Eua zebrina é uma espécie de gastrópode da família Partulidae.
É endémica da Samoa Americana.